# Operazione Diadem
L'operazione Diadem, anche nota come la quarta battaglia di Montecassino oppure la battaglia della valle del Liri, fu un'operazione militare offensiva intrapresa dagli Alleati (5ª Armata statunitense e l'8ª Armata britannica) nel maggio 1944 per sconfiggere le truppe della 10ª armata della Wehrmacht schierate lungo la linea Gustav, durante la campagna di liberazione dell'Italia nella seconda guerra mondiale. L'operazione venne supportata dagli attacchi aerei dell'operazione Strangle.

## La pianificazione
Nel mese di aprile 1944 il generale Clark, fortemente scosso dopo i ripetuti insuccessi, ritornò in segreto negli Stati Uniti dove rimase per due settimane; i dirigenti americani illustrarono al generale la prevista pianificazione alleata: l'operazione Overlord, il grande sbarco in Francia, era previsto per il 5 giugno e sarebbe stato propagandisticamente importante che prima di quella data le truppe americane fossero riuscite a liberare Roma. Il generale Clark, sempre deciso anche per ambizione personale a conquistare la Città Eterna, ritornò in Italia risoluto a sferrare una nuova offensiva. Contemporaneamente anche Winston Churchill e il generale Harold Alexander, comandante di tutte le forze alleate in Italia, erano intenzionati a riprendere le operazioni contro la linea Gustav; essi miravano ad ottenere un grande successo strategico e continuare la campagna in Italia, evitando possibilmente l'operazione Dragoon (lo sbarco previsto in Provenza), ritenuto inutile e dispendioso. Durante la primavera numerose divisioni fresche anglo-americane arrivarono al fronte mentre il generale John Harding, capo di stato maggiore del generale Alexander, pianificò la nuova offensiva, denominata in codice operazione Diadem.
Il progetto studiato dal generale Harding prevedeva di trasferire in segreto sul fronte di Cassino gran parte dell'8ª Armata britannica del generale Oliver Leese che avrebbe dovuto svolgere il compito principale nella grande offensiva; l'armata del generale Leese costituita da 300 000 soldati britannici, canadesi, neozelandesi, indiani e polacchi, avrebbe attaccato lungo la valle del Liri. La 5ª Armata del generale Clark con 170 000 soldati del II corpo d'armata del generale Geoffrey Keyes e del Corpo di spedizione francese del generale Alphonse Juin si sarebbe concentrata in un settore ristretto di soli 32 chilometri a sud di Cassino e avrebbe attaccato tra la costa tirrenica e il terreno montuoso dei monti Aurunci. Nella testa di ponte di Anzio il VI corpo d'armata del generale Lucian K. Truscott, rinforzato con nuove divisioni, in un secondo momento sarebbe passato all'offensiva in direzione dei colli Albani per intercettare le linee di ritirata dei tedeschi.

## L'azione
L'obiettivo di questa operazione era di rompere le difese tedesche sulla linea Gustav (sulla sua metà occidentale) e di aprire la valle del Liri, la strada principale per Roma. Il generale Harold Alexander, comandante alleato nel teatro delle operazioni in Italia, progettò l'operazione Diadem in modo tale da poter far coincidere la stessa con lo sbarco in Normandia in Francia; ciò avrebbe comportato che le forze tedesche non potessero aggiungere altre forze per questa operazione.
Quattro corpi sono stati impiegati nell'attacco. Da destra a sinistra erano II Corpo polacco, il XIII Corpo britannico appartenente all'8ª Armata, il corpo France libre (incluso il Goumier marocchino) e dalla parte degli Stati Uniti il II Corpo della 5ª Armata. La 5ª Armata controllava anche il VI Corpo, attivo nello sbarco di Anzio, a circa 100 chilometri a nord ovest.
L'operazione Diadem è stata lanciata alle ore 23:00 dell'11 maggio 1944. Il XIII Corpo britannico forzò un attraversamento del fiume Rapido allo sbocco della valle del Liri contro una forte opposizione delle riserve locali tedesche. Il corpo France libre spinse il 14 maggio gli avversari verso le montagne a sinistra, sostenuto lungo la costa dal II Corpo degli Stati Uniti. Il 17 maggio, il secondo corpo polacco attaccò a destra Montecassino.
La posizione tedesca crollò, e i tedeschi dovettero ritirarsi dalla linea Gustav alla linea Hitler circa 16 chilometri alle loro spalle. Questa lotta fece sì che le riserve tedesche si spostassero da tale posizione, riducendo quindi la pressione sulla testa di ponte di Anzio. Il 23 maggio, i quattro corpi attaccarono anche la linea Hitler e lo stesso giorno, il VI Corpo statunitense attaccò definitivamente le truppe tedesche a Anzio, dando vita all'operazione Buffalo.
La linea Hitler fu violata il 23 maggio a Pontecorvo dalla 1ª Divisione di fanteria canadese della 4ª Princess Louise Dragoon Guards. La 10ª Armata della Wehrmacht fu quindi costretta a ritirarsi verso nordovest. Il VI Corpo, muovendosi da Anzio verso nord est, era sul punto di tagliare la linea di ritirata tedesca, ma il comandante della 5ª Armata statunitense, il generale Mark Wayne Clark, inspiegabilmente ordinò loro di avanzare verso Roma, invece di girare nord-ovest per inseguire il nemico. Dato il fatto che di lì a poco ci sarebbe stato lo sbarco in Normandia, è possibile che Clark abbia attuato tale manovra per avere una sua personale gratificazione nell'aver liberato Roma. La conseguenza però fu che la 10ª Armata tedesca riuscì a ritirarsi senza subire altre perdite.
I tedeschi, dopo aver combattuto una serie di azioni ritardanti, si ritirarono sulla linea Albert e quindi sulla linea Gotica, a nord del fiume Arno.